# Sawa Storożewski
Sawa Storożewski (zm. 3 grudnia 1406) – mnich i ihumen klasztoru Storożewskiego w Zwienigorodzie (cs. Prepodobnyj Sawwa, igumien Storożewskij, Zwienigorodskij), święty Kościoła prawosławnego.

## Hagiografia
Był jednym z pierwszych uczniów św. Sergiusza z Radoneża. Nie wiadomo kiedy i gdzie się urodził oraz kiedy przybył do wspólnoty świętego. Wiadomo jednak, że był jego gorliwym uczniem i naśladowcą. W uznaniu mądrości i czystości życia po pewnym czasie wybrano go ojcem duchowym braci ławry Troicko-Siergijewskiej.
W 1391 r. zmarł św. Sergiusz, wyznaczając na swego następcę św. Nikona z Radoneża. Ten jednak z zamiłowania do samotności, pozostawił kierowanie wspólnotą i zamknął się samotnie w swej celi. Wówczas bracia uprosili św. Sawę, aby objął zwierzchnictwo nad monasterem. Sprawującego tę funkcję mnicha książę Jerzy Dymitrewicz wybrał swym ojcem duchowym. Poprosił też, aby w okolicy Zwienigorodu, na górze o nazwie Storoż, święty wzniósł monaster. Tak też się stało. W 1398 lub 1399 r. przeniósł się tam na stałe. Zmarł w 1406 r. w wieku około osiemdziesięciu lat.
Jeszcze za życia Bóg obdarzył Sawę zdolnością przepowiadania przyszłości. W 1549 r. Cerkiew ustanowiła 3 grudnia dniem jego szczególnej czci.
W 1651 r. monaster św. Sawy Storożewskiego odwiedził car Aleksy Michajłowicz. Polując w okolicy, został nieoczekiwanie zaatakowany przez niedźwiedzia. Od niechybnej śmierci uratowało go pojawienie się pewnego starca, który odgonił dzikie zwierzę. Car rozpoznał w nim Sawę i postanowił odnaleźć jego relikwie, co miało miejsce w 1652 r.
Cerkiew prawosławna wspomina świętego dwukrotnie, dnia 19 stycznia (rocznica otwarcia relikwii w 1652 r.) i 3 grudnia (rocznica śmierci).

## Ikonografia
Na ikonach święty ma tradycyjny wygląd. Jest starym człowiekiem z siwą, niedługą brodą i niewielką łysiną czołową, odzianym w mniszy habit. Prawą dłonią błogosławi, w lewej zazwyczaj trzyma zwinięty zwój.